# Budismo na China
O budismo na China ou budismo chinês (中国佛教) é o budismo herdado e desenvolvido na China, com uma história de mais de dois mil anos. Na China, o budismo é uma das três maiores escolas de filosofia, junto com o confucionismo e o taoismo. Ele tem influenciado e sido influenciado pela cultura, política, literatura e filosofia chinesas.

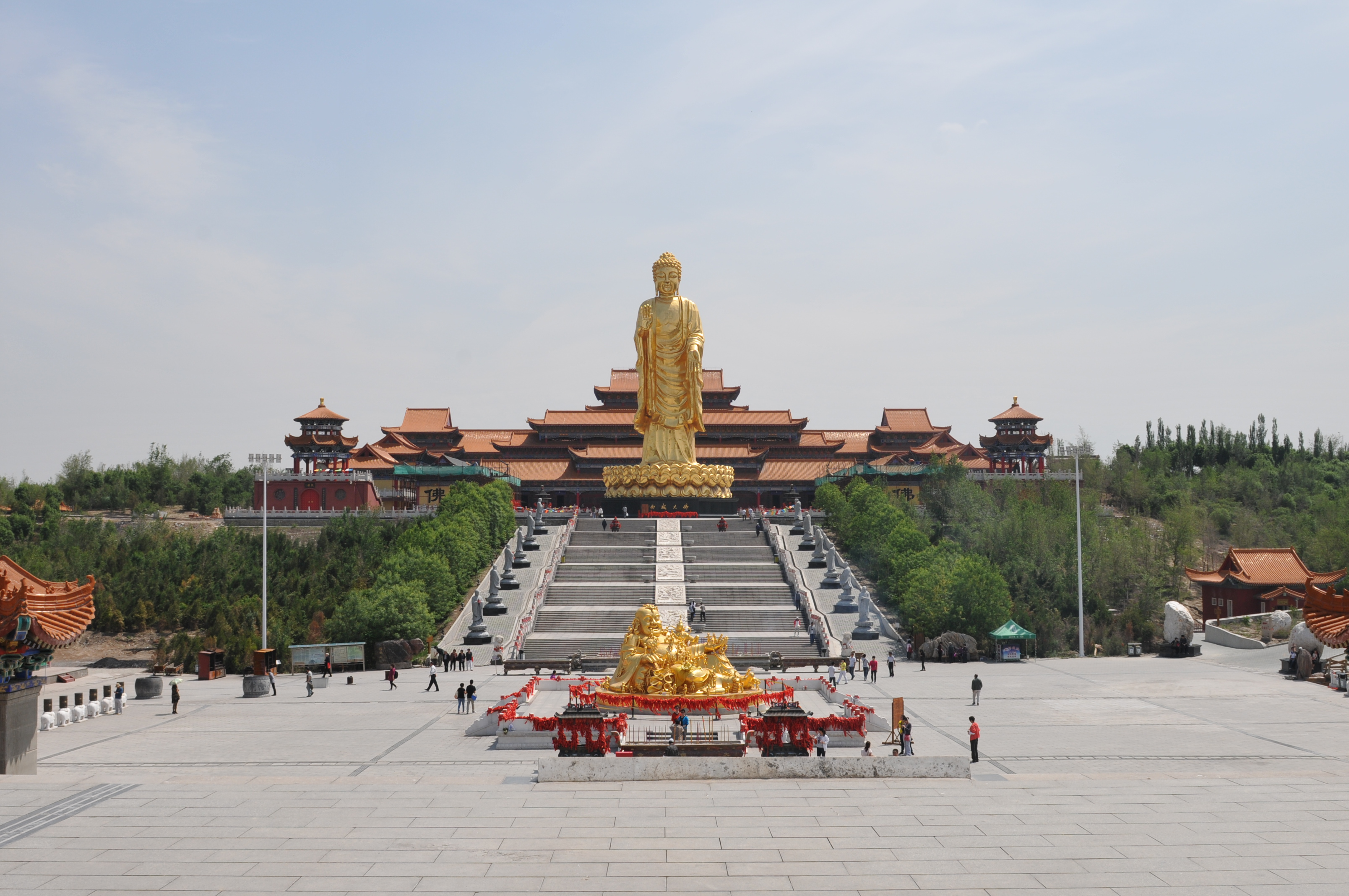
Templo budista em Midong, Urumqi, Xinjiang

## História
A tradição atribui a introdução do budismo na China ao imperador Ming de Han (28 d.C. - 75 d.C.), o segundo imperador da dinastia Han do Leste. Este imperador (Ming de Han),teria visto um ser voador dourado parecendo um unicórnio, o que foi interpretado por seus conselheiros como uma visão do Buda. O imperador, então, enviou cerca de 400 emissários a outros países a oeste da China para obter informações sobre a doutrina de Buda.
Escrituras budistas teriam sido trazidas à China nas costas de cavalos brancos por Dharmarakṣa e Kaśyapa Mātaṅga, dois grandes monges indianos. Então, o imperador ordenou a construção do primeiro templo budista da China, o monastério Baima, na atual cidade de Luoyang, na província de Henan. Os monges levaram, para a China, 42 sutras contendo 600 000 palavras em sânscrito.
Independentemente da tradição, o budismo só se espalhou na China nos séculos V e VI com o apoio das dinastias Wei do Norte e Tangue. Durante este período, estabelecem-se, na China, escolas budistas de origem indiana ao mesmo tempo em que se desenvolvem escolas próprias chinesas.